# Дзюдзо Итами
Дзюдзо Итами (яп. 伊丹 十三 Итами Дзюдзо:, 15 мая 1933 года, Киото, Япония — 20 декабря 1997 года, там же) — японский кинорежиссёр, сценарист, актёр и эссеист. Настоящее имя — Такэхико Икэути (яп. 池内 岳彦); в книге посемейной записи значится как Ёсихиро Икэути (яп. 池内 義弘). Сын режиссёра Мансаку Итами и шурин писателя Кэндзабуро Оэ.
Несмотря на поздний режиссёрский дебют с фильмом «Похороны» 1984 года и преждевременную кончину, Итами считается одним из наиболее значимых кинематографистов Японии последних десятилетий. Для его картин характерен сатирический взгляд, проникающий в самые интимные и неприглядные стороны японского общества. Широкую известность Итами как режиссёру принёс фильм «Одуванчик» 1985 года. В 1992 году Итами подвергся жестокому избиению членами одной из токийских группировок якудза за их карикатуризацию в одной из своих работ. В 1995 Итами снял фильм «Тихая жизнь» по одноимённому роману Кэндзабуро Оэ. По официальной версии в 1997 году в результате скандала со сфабрикованным против режиссёра обвинением во внебрачных связях Итами совершил самоубийство, выбросившись из окна. Однако, есть мнения, что он был насильно выброшен с крыши всё теми же якудза. Кэндзабуро Оэ посвятил памяти Итами свой роман «Подмёныш» (2000).